# Kunti

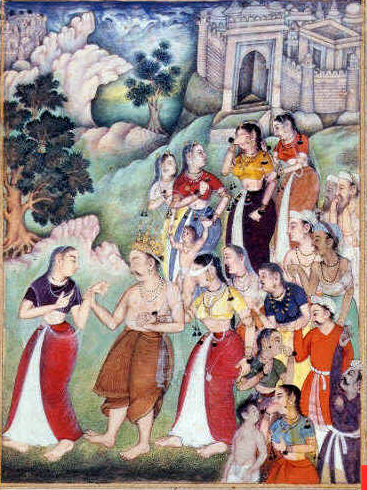
Kunti (a l'esquerra) seguit del seu marit Dhritarāshtra i la seva esposa Gāndhārī.

En la mitologia hindú, Kunti (en sànscrit: कुंती, transliteració IAST: kuṃtī), menys coneguda com a Prithā o Pārshnī, va ser la mare dels cinc Pandavas.

## Genealogia
Kunti va ser la filla biològica del rei Shurasena i germana de Vasudeva (pare de Krishna). Va ser adoptada i criada pel seu cosí Kuntibhoja, que no tenia cap fill i de qui agafà el nom. En una visita del savi Durvasa a Kuntibhoja, va ser tanta la devoció amb què Kunti el tractà, que aquest la va gratificar ensenyant-li els mantras mitjançant els quals podria tenir descendents de glòria semblant al déu que fos invocat. D'aquesta manera, encuriosida i sense estar casada, va invocar el déu solar Surya qui la va fecundar sense fer-li perdre la virginitat. El fill resultant, Karna, el deixà surant en un riu proper.
Després es va casar amb Pāndu, qui temps abans havia rebut la maledicció del savi Kindama segons la qual es moriria en cas de tenir contacte sexual amb la seva dona. Atemorit, Pāndu es va retirar a les muntanyes de l'Himàlaia amb Kunti i amb la seva altra esposa, Madri. En un moment determinat, Kunti li revela el secret dels mantras per tenir descendents, i decideixen tenir-ne. D'aquesta manera, Kunti va tenir 3 fills:
- Yudhisthira, del déu Dharma
- Bhīma, del déu Vāyu
- Arjuna, del déu Indra

I Madri en va tenir dos més:
- Nakula
- Sahadeva

A
ls cinc fills de Pāndu se'ls coneix amb el nom de Pandavas.
|        |        |        |        |        |        |          |          |          |          |          |          |       |       |             |             |             |             |             |             |       |       |       |       |       |       |        |        | ?      | ?      | ?      | ?      | ? | ? |       |       |       |       |       |       | Shurasena | Shurasena | Shurasena | Shurasena | Shurasena | Shurasena |          |          |          |          |          |          |
|        |        |        |        |        |        |          |          |          |          |          |          |       |       |             |             |             |             |             |             |       |       |       |       |       |       |        |        | ?      | ?      | ?      | ?      | ? | ? |       |       |       |       |       |       | Shurasena | Shurasena | Shurasena | Shurasena | Shurasena | Shurasena |          |          |          |          |          |          |
|        |        |        |        |        |        |          |          |          |          |          |          |       |       |             |             |             |             |             |             |       |       |       |       |       |       |        |        |        |        |        |        |   |   |       |       |       |       |       |       |           |           |           |           |           |           |          |          |          |          |          |          |
|        |        |        |        |        |        |          |          |          |          |          |          |       |       |             |             |             |             |             |             |       |       |       |       |       |       |        |        |        |        |        |        |   |   |       |       |       |       |       |       |           |           |           |           |           |           |          |          |          |          |          |          |
| Madri  | Madri  | Madri  | Madri  | Madri  | Madri  |          |          | Pāndu    | Pāndu    | Pāndu    | Pāndu    | Pāndu | Pāndu |             |             |             |             |             |             |       |       | Kunti | Kunti | Kunti | Kunti | Kunti  | Kunti  |        |        |        |        |   |   |       |       |       |       | Surya | Surya | Surya     | Surya     | Surya     | Surya     |           |           | Vasudeva | Vasudeva | Vasudeva | Vasudeva | Vasudeva | Vasudeva |
| Madri  | Madri  | Madri  | Madri  | Madri  | Madri  |          |          | Pāndu    | Pāndu    | Pāndu    | Pāndu    | Pāndu | Pāndu |             |             |             |             |             |             |       |       | Kunti | Kunti | Kunti | Kunti | Kunti  | Kunti  |        |        |        |        |   |   |       |       |       |       | Surya | Surya | Surya     | Surya     | Surya     | Surya     |           |           | Vasudeva | Vasudeva | Vasudeva | Vasudeva | Vasudeva | Vasudeva |
|        |        |        |        |        |        |          |          |          |          |          |          |       |       |             |             |             |             |             |             |       |       |       |       |       |       |        |        |        |        |        |        |   |   |       |       |       |       |       |       |           |           |           |           |           |           |          |          |          |          |          |          |
|        |        |        |        |        |        |          |          |          |          |          |          |       |       |             |             |             |             |             |             |       |       |       |       |       |       |        |        |        |        |        |        |   |   |       |       |       |       |       |       |           |           |           |           |           |           |          |          |          |          |          |          |
| Nakula | Nakula | Nakula | Nakula | Nakula | Nakula | Sahadeva | Sahadeva | Sahadeva | Sahadeva | Sahadeva | Sahadeva |       |       | Yudhisthira | Yudhisthira | Yudhisthira | Yudhisthira | Yudhisthira | Yudhisthira | Bhīma | Bhīma | Bhīma | Bhīma | Bhīma | Bhīma | Arjuna | Arjuna | Arjuna | Arjuna | Arjuna | Arjuna |   |   | Karna | Karna | Karna | Karna | Karna | Karna |           |           |           |           | Krixna    | Krixna    | Krixna   | Krixna   | Krixna   | Krixna   |          |          |

## Pandavas contra Kauravas
En arribar la primavera, Pāndu no va poder resistir-se i va intentar mantenir relacions amb Madri, moment en el qual morí fulminat. Mort Pāndu, Madri va deixar els seus fills a càrrec de Kunti i tot seguit es va llençar a la pira funerària on les restes de Pāndu es cremaven, d'acord amb la tradició del sati.
Kunti i els seus cinc fills van baixar de les muntanyes i van arribar a Hastinapur, on van ser rebuts amb gran afecte pel rei Dhritarāshtra i la seva esposa Gāndhārī. L'educació del centenar de fills d'aquesta parella, anomenats Kauravas, va passar a mans de Kunti, sota supervisió del braman Drona.
En exiliar-se els Pandavas, Kunti els acompanyà. Van passar per Varnavata i van arribar a Ekachakra, on van ser allotjats per una família de bramans que estava sent víctima de l'Asura caníbal anomenat Vaka. En saber-ho, Kunti va demanar el seu fill Bhīma que li fes una visita per destruir-lo, i aquest anà al gran arbre sota el qual acostumava a menjar-se les seves víctimes i el matà. Posteriorment van continuar el camí fins a arribar a Kampilya per demanar la mà a Draupadi, amb qui es casaren els 5 Pandavas. Finalment reben un missatge del rajà Dhritarāshtra per tornar a Hastinapur, on va quedar Kunti, ja massa vella per viatjar, tot i el segon exili dels Pandavas, i sota la cura de Vidura.
Exiliats els Pandavas, van trametre Krixna als Kauravas per demanar la restauració del seu Raj. En arribar a la cort de Dhritarāshtra es troba a la seva tieta Kunti. Aquesta li encomana la missió de trametre als Pandavas el missatge que la recuperació del Raj estava propera, i que s'acostava la gran guerra del Mahabharata. Entre els arguments per encoratjar i cridar a les armes li explica que són kshatriya (casta guerrera), que havien de venjar el maltractament a la seva dona Draupadi, i que havien de deixar ben alt el renom del seu pare Pandu i el d'ella mateixa, Kunti. La guerra la guanyaren els Pandavas i s'hi establiren al Raj de Bharata. Kunti, després de presenciar la cerimònia reial de l'Ashvamedha, va deixar Hastinapur i, en companyia de Dhritarāshtra i Gāndhārī, va retirar-se a la conca del Ganges. En morir va ser incinerada junt amb tot el seguici de Dhritarāshtra i l'incendi es va estendre per bona part del regne.